# Kruisbes
De kruisbes of stekelbes (Ribes uva-crispa, ook bekend onder de dialectnamen steikbear, klapbes, kroensel, kroesel, knoezel, knoerzel, kruudoorn, kruusdoren of knoeper) is een in het wild voorkomende maar ook een voor de vruchten geteelde stekelige struik, die evenals de aalbes (R. rubrum), de alpenbes (R. alpinum) en de zwarte bes (R. nigrum) behoort tot het geslacht Ribes in de ribesfamilie (Grossulariaceae). In Vlaanderen is de term stekelbes algemeen gangbaar.
De struik wordt 0,6-1,2 meter hoog en heeft gestekelde takken. De bladeren zijn rondachtig en drie- tot vijfbladinsnijdinglobbig. De bladsteel en de onderkant van het blad zijn zacht behaard.
De kruisbes bloeit in april met groenachtige tot vuilpaarse bloemen. De kelkbuis is klokvormig en de langwerpige kelkslippen zijn teruggeslagen. De kelk heeft dezelfde kleur als de kroonbladen. De kruisbes wordt bestoven door insecten en kan vruchtzetten met eigen stuifmeel (zelfbestuivend).
De vrucht is een kale of met klierachtige borstels bezette bes en heeft rijp een groene, gele, rode of roodpaarse kleur.
In Noord-Amerika komt van nature een sterk gelijkende soort voor, Ribes hirtellum met helderrode bessen.
Kruisbessen worden vers gegeten en vinden toepassing in Limburgse vlaai, jam en frisdrank.

## Ecologie
In het wild komt de kruisbes voor op vochtige, matig voedselrijke, kalkhoudende grond op kapvlakten, onder struikgewas en op open plaatsen in het bos.

### Syntaxonomie
De kruisbes is een kensoort voor het liguster-verbond (Berberidion vulgaris).

## Teelt
Er worden in Nederland nog maar weinig kruisbessen geteeld, minder dan 15 hectare. In Vlaanderen is de teelt van kruisbessen nog vrij algemeen bij de telers van kleinfruit, vooral in de typische fruitstreken zoals Haspengouw, de Voorkempen, en het Hageland.
Vroeger werden kruisbessen onrijp geplukt voor de verwerkende industrie. Tegenwoordig worden ze rijp geplukt voor de verse consumptie en komen dan voornamelijk in juli op de markt.
Kruisbessen worden vegetatief door stek vermeerderd. Voor particuliere tuinen worden ook wel kleine boompjes aangeboden, waarbij de kruisbes is geënt op een onderstam van Ribes uva-crispa variëteit reclinatum, die gemakkelijk stekt. Doordat deze onderstam een hoogte van ongeveer 1 m heeft, groeien de vruchten op plukhoogte.
In de commerciële teelt kan gekozen worden voor vrij groeiende struiken, of voor de teelt aan hagen. Dit laatste komt tegenwoordig het meeste voor. Sommige rassen hebben een hangende groeiwijze waardoor ze niet meer geschikt zijn voor de teelt als vrijstaande struik, doch alleen nog maar aan een haag kunnen worden geteeld.
Bij de teelt aan hagen worden palen opgericht met daartussen draden die op een afstand van ongeveer 20-25 cm worden gespannen. Vervolgens worden per struik twee of drie gesteltakken omhoog geleid, waarbij er door middel van snoei voor wordt gezorgd dat de gesteltakken elk jaar over de volledige lengte zijn bekleed met vruchtdragend hout.
Kruisbes is geschikt voor kleine tuinen. Hij kan op een beperkte plaats veel vruchten geven. Kruisbes heeft een voorkeur voor zon maar verdraagt ook half schaduw. De soort heeft een voorkeur voor droge tot lichtvochtige grond met een pH van 6 tot 6.5 (8) Ze groeit het best op neutrale grond, maar verdraagt ook alkalische gronden. Bij een hoge waterstand in de winter sterven kruisbesstruiken af.

## Rassen
Bij kruisbessen wordt onderscheid gemaakt naar de kleur van de rijpe vruchten, te weten:
- rassen met groene bessen
- rassen met gele bessen
- rassen met rode of roodpaarse bessen

In de commerciële teelt zijn de rassen met rode of roodpaarse bessen het meest populair, omdat de vruchten er voor verse consumptie het meest aantrekkelijk uitzien. Dit neemt niet weg dat er binnen het sortiment van rassen met groene of gele bessen ook rassen voorkomen met een zeer goede consumptiekwaliteit.
De rijptijd van de rassen varieert en begint eind juni voor de vroegste rassen en loopt tot begin augustus voor de laatste rassen.
Hieronder worden diverse rassen beschreven, ongeveer op volgorde van rijptijd:
- 'Early Sulphur' (ofwel 'Ruige Gele') is een zeer vroeg rijpend ras (eind juni/begin juli) met tamelijk kleine ruig behaarde gele vruchten met een goede smaak. De struiken groeien fors en zijn sterk gestekeld.
- 'May Duke' rijpt vroeg (begin juli) en geeft tamelijk grote zeer mooi ogende vrijwel onbehaarde helderrode vruchten met een goede smaak. De takken zijn matig gestekeld. Matig vatbaar voor Amerikaanse kruisbessenmeeldauw.
- 'Whinham's Industry' rijpt in de eerste helft van juli met grote behaarde paarsrode bessen met een tamelijk goede smaak. Zeer vatbaar voor Amerikaanse kruisbessenmeeldauw.
- 'Golda' is een Nederlands ras dat gelijk rijpt met Whinhams Industry. Geeft tamelijk grote gele vrijwel onbehaarde vruchten met een goede smaak. Matig vatbaar voor de Amerikaanse kruisbessenmeeldauw.
- 'Goudbal' is ook een Nederlands ras dat gelijk rijpt met Whinhams Industry. Geeft matig grote langwerpige goudgele vruchten met een goede smaak. Matige groeikracht. Matig vatbaar voor Amerikaanse kruisbessenmeeldauw.
- 'Mucurines' is lichtgroen tot geel van kleur, vrij groot en heeft een goede smaak en opbrengst. Dit ras is vrij vroeg rijp en niet bijzonder gevoelig voor meeldauw.
- 'Invicta' rijpt ook gelijk met Whinhams Industry en geeft tamelijk grote enigszins behaarde bleekgroene vruchten met een matige smaak. Sterk gestekelde takken. Ondanks de matige smaak is dit ras interessant omdat het niet tot weinig vatbaar is voor de Amerikaanse kruisbessenmeeldauw.
- 'Pax' rijpt iets later dan Whinhams Industry en geeft tamelijk grote helderrode behaarde vruchten met een redelijke tot goede smaak. Dit nieuwe ras is onder licentie in de handel en is waardevol omdat de takken vrijwel niet gestekeld zijn en het ras niet tot weinig vatbaar is voor de Amerikaanse kruisbessenmeeldauw.
- 'Crown Bob' (ofwel 'Lentse Blonde') is een oud middentijds rijpend ras met middelmatig grote donkerpaarsrode zwak borstelig behaarde vruchten. Tamelijk goed van smaak. Tamelijk vatbaar voor Amerikaanse kruisbessenmeeldauw.
- 'Whitesmith' (ofwel 'Engelse Witte') rijpt middentijds en geeft grote bleekgroene vrijwel gladde vruchten met een goede tot zeer goede smaak. Helaas wel zeer vatbaar voor de Amerikaanse kruisbessenmeeldauw.
- 'Rosko' is een Nederlands ras dat gelijk rijpt met Whitesmith. Geeft tamelijk grote mooie helderrode vrijwel onbehaarde vruchten met een goede smaak. Heeft echter een zwakke tot matige groeikracht met hangende groeiwijze en is daardoor moeilijk te telen. Matig vatbaar voor Amerikaanse kruisbessenmeeldauw.
- 'Achilles' rijpt laat (tweede helft van juli) en geeft grote gladde paarsrode vruchten met een tamelijk goede smaak. Groeit tamelijk sterk met hangende takken die matig gestekeld zijn. Door deze hangende groeiwijze is Achilles niet geschikt om als vrijstaande struik te telen. Moet derhalve met ondersteuning worden geteeld. Tamelijk vatbaar voor Amerikaanse kruisbessenmeeldauw.
- 'Hinnonmaki Röd' komt oorspronkelijk uit Finland. Middelmatig grote bessen zijn eind juli rijp en paarsrood van kleur. Productieve struik die weinig vatbaar is voor Amerikaanse kruisbessenmeeldauw.
- 'Captivator' rijpt zeer laat (eind juli) en geeft vrij kleine paarsrode vruchten. De vruchten hebben vast vruchtvlees en zijn dus niet erg sappig. Desalniettemin is de smaak goed. De takken zijn nagenoeg ongestekeld. De vatbaarheid voor de Amerikaanse kruisbessenmeeldauw is vrij gering.

## Inhoudsstoffen
Per 100 gram vers product:
|                     | Groen         | Geel          | Rood          |
| ------------------- | ------------- | ------------- | ------------- |
| Energetische waarde | 44 kcal/184kJ | 28 kcal/118kJ | 44 kcal/184kJ |
| Koolhydraten        | 8,8 g         | 6,0 g         | 8,8 g         |
| Eiwit               | 0,8 g         | 1,0 g         | 0,8 g         |
| Vet                 | 0,15 g        | 0,10 g        | 0,15 g        |
| Caroteen            | 0,21 mg       | 0,10 mg       | 0,21 mg       |
| Vitamine C          | 35 mg         | 30 mg         | 35 mg         |
| Vitamine B1         | 0,16 mg       | 0,02 mg       | 0,16 mg       |
| Vitamine B2         | 0,02 mg       | 0,01 mg       | 0,02 mg       |
| Calcium             | 29 mg         | 30 mg         | 29 mg         |
| IJzer               | 0,63 mg       | 1,0 mg        | 0,63 mg       |

## Ziekten
De belangrijkste schimmelaantasting is Amerikaanse kruisbessenmeeldauw (Sphaerotheca mors-uvae) en bladvalziekte (Drepanopeziza ribis).
De Amerikaanse kruisbessenmeeldauw veroorzaakt op jonge scheuten en bessen een witte schimmel. De ontwikkeling van de scheuten wordt sterk geremd en de bessen worden waardeloos. Er zijn rassen verkrijgbaar die niet tot weinig vatbaar zijn voor deze ziekte. Bij de vatbare rassen moet echter tegen de ziekte worden gespoten. De bespuitingen vangen aan op het moment dat de bessen de grootte hebben van een erwt. De gehele struik moet bij de bespuiting goed worden geraakt, waarbij het beste van onder af kan worden gespoten. De bespuiting moet enige malen worden herhaald; bij ernstige aantasting ook na de pluk. Bij de snoei in de winter moeten aangetaste toppen (zwart verkleurd) worden uitgeknipt en verbrand. Alhoewel het uitknippen van toppen uit het oogpunt van snoei helemaal verkeerd is, is deze maatregel noodzakelijk om vroege infectie in het opvolgende jaar te voorkomen.
Er zijn verschillende schimmelbestrijdingsmiddelen (fungiciden) werkzaam tegen de Amerikaanse kruisbessenmeeldauw. Er dient te worden nagegaan welke werkzame stoffen volgens de lokale wetgeving zijn toegestaan voor dit gebruik. Tussen de laatste bespuiting en de oogst moet een wachttijd in acht genomen te worden. Middelen met verschillende werkingsmechanismen worden afgewisseld om resistentie van de schimmelziekte tegen een bepaald middel te voorkomen.

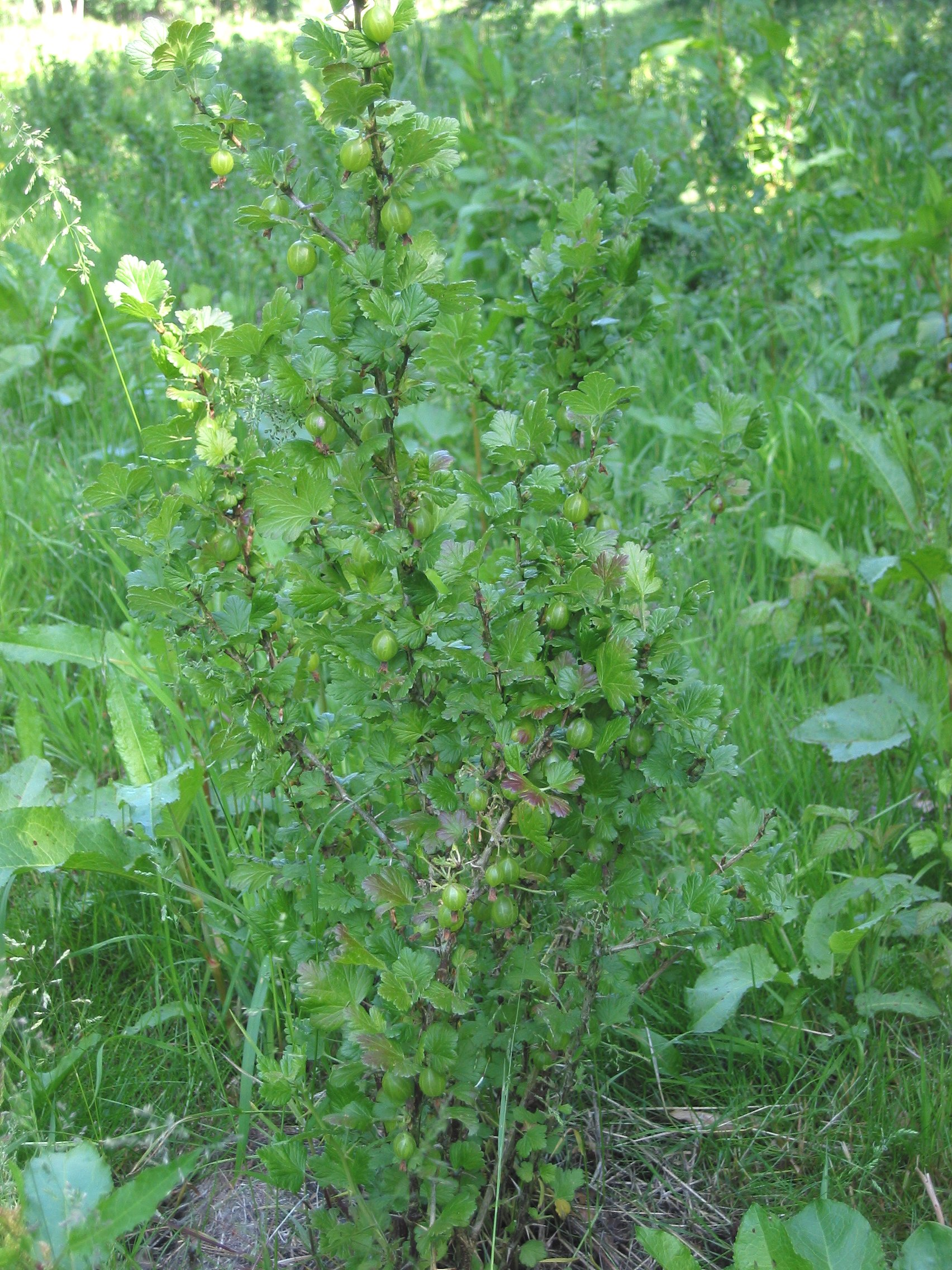
Wilde plant
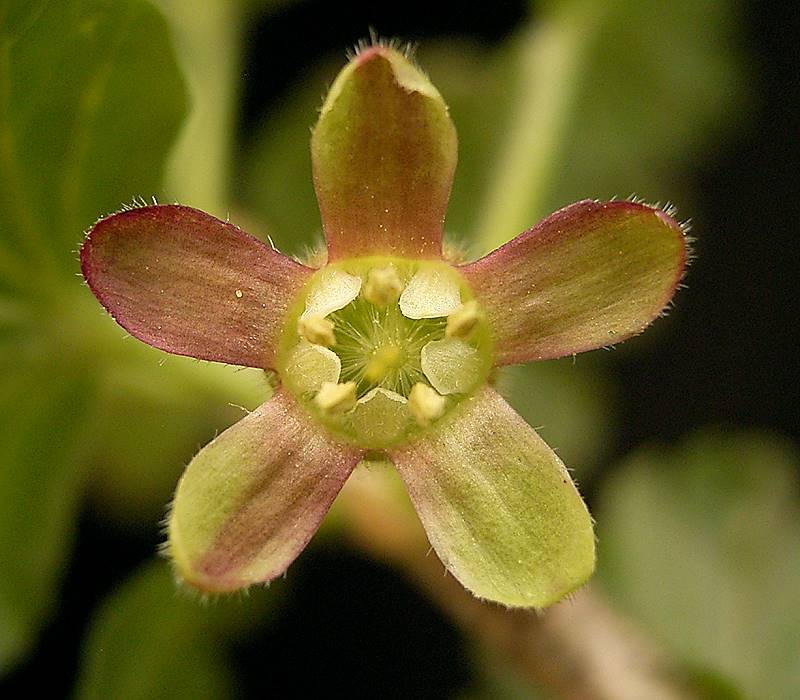
Bloem
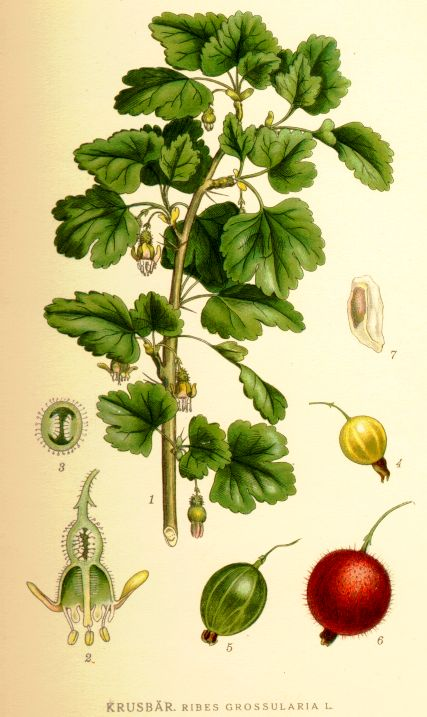
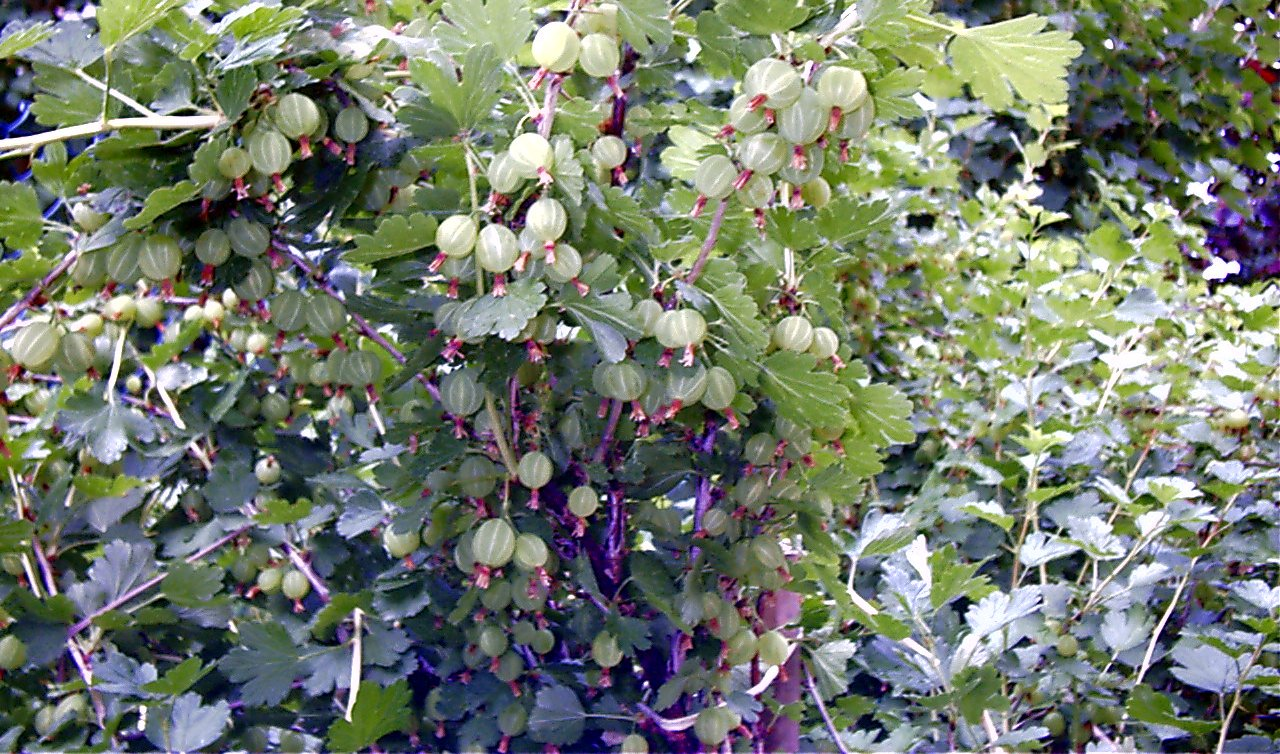
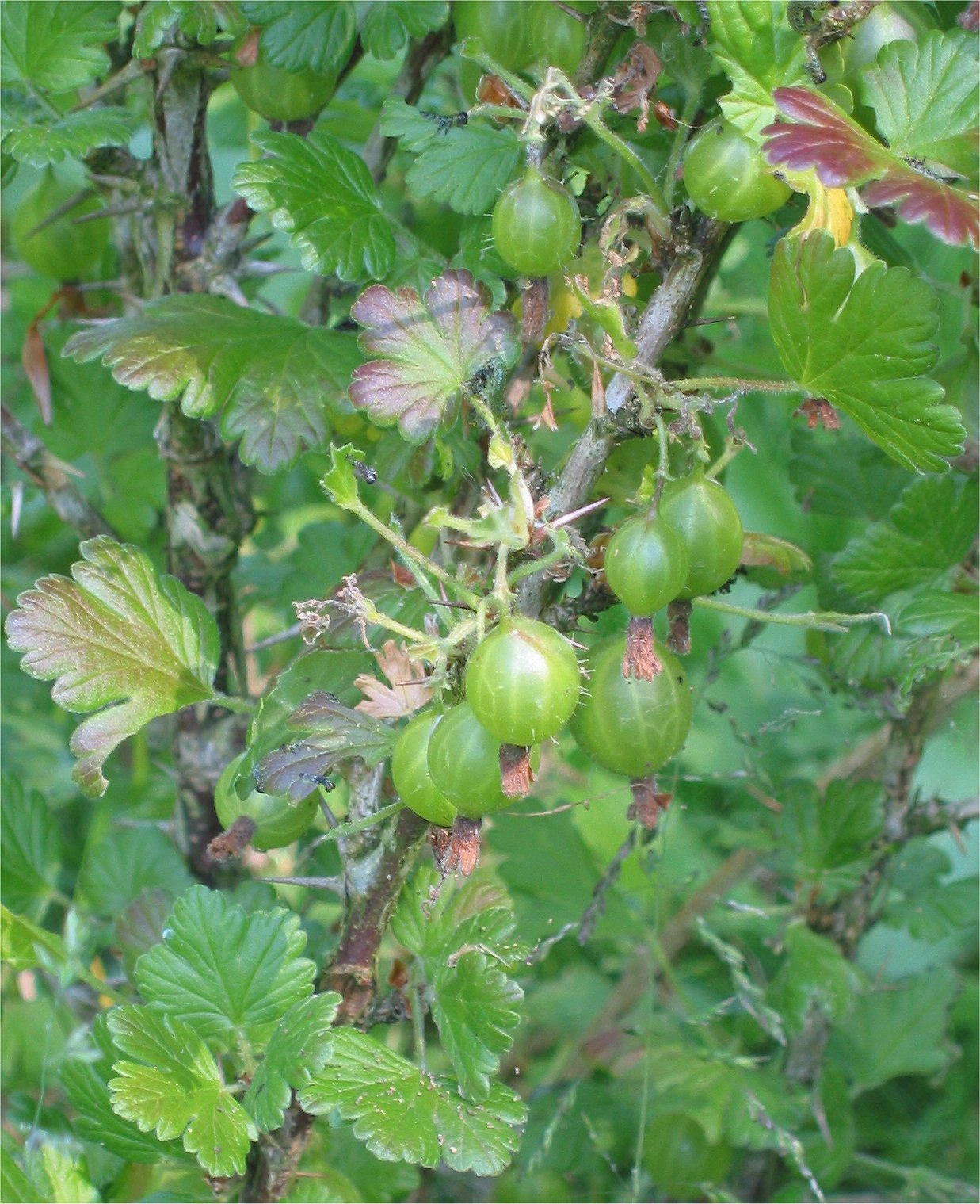
Wilde plant